# Liste der sardinischen Gesandten in Preußen
Gesandte des Königreich Sardinien (Sardinien-Piemont) in Preußen.

## Gesandte
1774: Aufnahme diplomatischer Beziehungen
…
- 1812–1819: Carlo Luigi Amico di Castell’Alfero (1758–1832)
- 1819–1825: Paolo Francesco di Sales (1778–1850)
- 1825–1833: Venceslao Sartirana di Breme
- 1833–1842: Giuseppe Martino d’Agliè (1784–1848)
- 1843–1848: Carlo Rossi (1797–1864)
- 1851–1853: Alberto di Ricci (1808–1876)
- 1853–1861: Edoardo de Launay (1820–1892)

Ab 1861: Gesandter des Königreich Italien